# Adi Shankara
Shánkara (788-820) también llamado Adi Shankaracharya (en sánscrito: आदि शङ्कर, आदि शङ्कराचार्य, romanizado: Ādi Śaṅkara, Ādi Śaṅkarācārya, lit. 'Primer Shankaracharya',), fue uno de los más importantes pensadores de la India. Fue el primero que consolidó la doctrina advaita vedanta (una de las escuelas vedanta en la India).
Debido a su fama posterior, se le atribuyen más de 300 textos, entre comentarios (Bhāṣya), exposiciones tópicas introductorias (Prakaraṇa grantha) y poesía (Stotra).. Sin embargo, es probable que la mayoría de ellas hayan sido escritas por admiradores o pretendientes o eruditos con nombre epónimo.} Las obras conocidas escritas por el propio Shankara son el Brahmasutrabhasya, sus comentarios sobre diez principales Upanishads,  su comentario sobre el Bhagavad Gita, y el Upadeśasāhasrī.  La autenticidad de Shankara como autor de Vivekacūḍāmaṇi ha sido cuestionada y mayormente rechazada por la erudición.
La preocupación central de los escritos de Shankara es el conocimiento liberador de la verdadera identidad del jivatman (yo individual) como Ātman-Brahman,  tomando los Upanishads como un medio independiente de conocimiento, más allá de la Mīmāṃsā-exégesis ritualmente orientada de los Vedas.  El Advaita de Shankara muestra influencias del budismo Mahayana, a pesar de las críticas de Shankara;  y los oponentes hindúes del Vaishnava han llegado a acusar a Shankara de ser un "cripto-budista", " una calificación que es rechazada por la tradición Advaita Vedanta, destacando sus respectivos puntos de vista sobre Atman, Anatta y Brahman. 
Shankara tiene un estatus sin parangón en la tradición del Advaita Vedanta, pero su influencia en el pensamiento intelectual hindú ha sido cuestionada. Hasta el siglo X Shankara fue eclipsado por su contemporáneo más antiguo Maṇḍana Miśra, y no hay mención de él en fuentes hindúes, budistas o jainistas coincidentes hasta el siglo XI. La imagen popular de Shankara empezó a tomar forma en el siglo XIV, siglos después de su muerte, cuando Sringeri matha empezó a recibir el patrocinio de los reyes del Imperio Vijayanagara y cambiaron su lealtad del saivismo agámico advaítico a la ortodoxia brahmánica advaita.  Hagiografías que datan de los siglos XIV-XVII lo deificaron como un gobernante-renunciado, viajando en un digvijaya (conquista de los cuatro barrios) a través del subcontinente indio para propagar su filosofía, derrotando a sus oponentes en debates teológicos.  Estas hagiografías lo retratan como fundador de cuatro mathas ("monasterios"), y Adi Shankara también llegó a ser considerado como el organizador de la Dashanami orden monástica, y el unificador de la Shanmata tradición de culto.
El título de Shankaracharya, utilizado por los jefes de ciertos monasterios de la India, deriva de su nombre.

## Nombres
También se le conoce como:
- आदि शंकर en alfabeto devanagari
- ādi śaṅkara en AITS (alfabeto internacional de transliteración sánscrita)
- /aadi shankará/ (antigua pronunciación en idioma sánscrito)
- [aːd̺i ɕaŋka'ra] (la misma pronunciación escrita en alfabeto IPA)
- /aadi shankará achariá/ (antigua pronunciación en idioma sánscrito)
- /ádi shánkar achária/ (pronunciación moderna en otros idiomas de la India)
- Shánkar Acharia (ācārya significa ‘maestro’)
- /shankarachária/ (en pronunciación inglesa)
- Shankaracharya
- Sankaracharya
- Adi Shankara
- Shánkar
- Shankar
- /shánkar/ (pronunciación inglesa)
- ആദി ശങ്കരാ (en idioma malaialam).

## Etimología
Adi Shánkar significa ‘el [dios] Shiva principal’, siendo ādi: primer o principal; y śaṅkara: el dios Shiva.

## Enseñanzas
Su gurú (maestro espiritual) fue un sanátani (practicante del sanátan-dharma, la ‘religión eterna’, el hinduismo) llamado Govindapada, quien era discípulo de Gaudapada autor de los kárika [comentarios en verso] del Mandukia-upanishad).
Las enseñanzas de Shánkara se sintetizan en tres tesis:
- El Absoluto (Brahman) es la realidad.
- El mundo es fenómeno-ilusión.
- El alma encarnada (yivá) no es diferente del Absoluto (es sólo el Absoluto-Brahman).

Shánkara afirma que la única doctrina de los Upanishad es la de la unidad. Sin embargo, puesto que no puede haber unidad separada de la diversidad, él no denomina "monismo" a su doctrina, sino solamente no dualidad (a: ‘no’; y dvaita: ‘dualidad’).
Estrictamente hablando, es por tanto erróneo decir, como ocurre en una pléyade de indólogos y orientalistas occidentales (como Fernando Tola, Carmen Dragonetti, Jean Roger Riviere, etc.) que Shánkara predica la unidad desnuda. Si así fuera, su Absoluto sería la "pura nada".
Pero en cambio —como dice el maestro advaita Vachaspati (900-980 d. C.)—, Shánkara sólo niega lo múltiple, pero tampoco afirma a ultranza una sola realidad. Para actualizar esta opinión de la tradición, es decir que el advaita no es un monismo panteísta, sino un no dualismo, basta leer las obras completas de maestros advaitas contemporáneos como Ramana Maharshi, Nisargadatta, etc.
En habla española destacados profesores de la Universidad Complutense de Madrid (como Ernesto Ballesteros, Roberto Pla, Consuelo Martín, Mónica Cavallé, etc.)  han investigado el advaita de manera profunda y rigurosa. El filósofo y teólogo Raimon Panikkar también basa buena parte de sus escritos en la tradición advaita, que describe como «ni monismo ni dualismo». Sesha, a su vez, quien ha experimentado de forma permanente esta experiencia de la no dualidad, es de los principales profesores de esta corriente de pensamiento para el mundo occidental.

## Historia de la tradición
Se debe recordar que la tradición advaita se puede describir en términos de dos aspectos: la tradición filosófica de comentarios y subcomentarios a las obras vedánticas, y la tradición religiosa de la renuncia (saniasa), donde se destacan varias obras de Shánkara. Los dos aspectos están muy íntimamente relacionados. La tradición saniasa sigue viva hasta hoy. Shánkara creó la sampradaia (sucesión de maestros) dasanami y estableció cuatro mathas (monasterios) en Sringeri (en Karnataka), Puri (en Orissa), Duaraka (en Guyarat) y Yiotir Matha (en Uttar Pradesh). Los sucesivos jefes de estos mathas y de otros monasterios advaita de India, también se hicieron llamar shankaracharias. Los maestros más reconocidos en Occidente (que se hacían llamar yivan muktas o ‘liberados en vida’) fueron Vivekananda, Yogananda, Shivananda y Chinmaiananda. Recientemente la Organización shankarasharya se extendió hacia el continente americano con la apertura de la Organización Shankarasharya de América.

## Sus cuatro discípulos principales
Shankaracharia tuvo numerosos seguidores, discípulos y devotos pero cuatro obtuvieron mayor popularidad. Se llamaban Padmapada, Vartikakara, Hastamalaka y Totaka. Son reconocidos también por los cuatro Mathas (monasterios) establecidos en los cuatro rincones del país de India que adquirieron sus nombres y donde hoy se continúa transmitiendo sus enseñanzas hinduistas

### Padmapada
Padmapadacharya fue el primero de los cuatro discípulos de Shánkara. Lo conoció en Kashi y fue aceptado gracias a su oración sincera. Estaba tan agradecido con su maestro cuando lo recibió como discípulo que atravesó un lago corriendo hacia él y se dice que donde sus pies tocaron el agua nació una flor de loto de donde nace su nombre que precisamente significa ‘aquel de los pies de loto’. Cuando se dice «ser como Padmapada» quiere decir ser delicado, caminar delicado, liviano y con alegría.

### Vartikakara
Fue su segundo discípulo. Era un intelectual muy reconocido y sobresaliente y vivía en un pequeño pueblo llamado Mahishmati (hoy en día es Maheshwar). Entraron ambos en un gran debate de varios días y finalmente Shánkara ganó y Vartikakara se convirtió en su discípulo, también conocido como 'Sureshwaracharya'.

### Hastamalaka
Los padres de Hastamalaka lo creían un niño muy tonto e indulgente pues no pronunciaba palabra alguna, hasta que lo llevaron con Shánkara. Se dice que Shankaracharia le preguntó: «¿Quién eres, mi niño?», y él respondió: «Soy la eterna conciencia, que todo lo permea, sin forma ni materia». Shánkara le pidió a sus padres que le permitieran al niño ser su discípulo, y así fue.
Su nombre quiere decir ‘guinda-mano’ (o sea, ‘aquel que hace cualquier cosa fácilmente, tan fácil como sostener una guinda en la mano’). La frase «ser como Hastamalaka» significa ser tan eficiente que todo trabajo le resulta fácil y simple.

### Trotaka
Trotakacharya era el más inocente de los cuatro. No parecía entender el conocimiento o la espiritualidad. Pero estaba plenamente enamorado de su gurú y quería hacer todo lo que pudiera por él. Estaba inmerso en devoción pero era muy torpe e interrumpía los profundos discursos de Shankaracharia. Un día Shánkara no quería empezar su charla sin la presencia de Trotaka, quien estaba lavando la ropa y preparando comida. Los demás discípulos no entendían por qué, ya que de cualquier manera Trotaka no comprendería las palabras de Shánkara. De pronto escucharon a Trotaka viniendo y cantando unos slokas jamás antes oídos y muy profundos y hermosos. Todos los presentes quedaron maravillados. Shankaracharia demostró con su discípulo que el conocimiento emerge no solo de la inteligencia o intelectualidad sino también de la profunda devoción al gurú.

## Datación

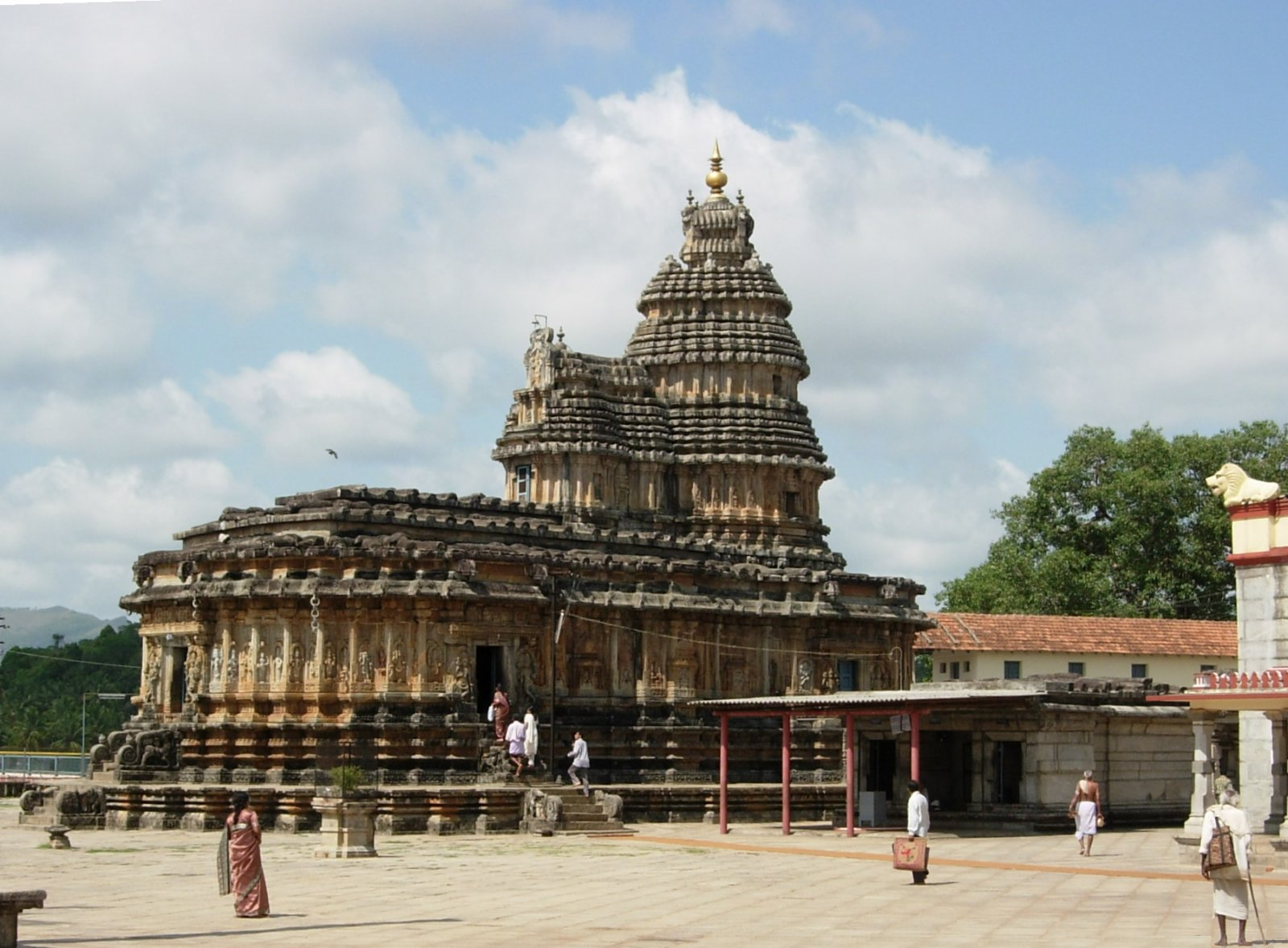
Templo vidiasánkara, en Sringeri.

Con respecto a la época en que vivió Shánkara, se proponen al menos dos hipótesis:
- 788-820 d. C.: esta es la opinión principal de los estudiosos, ubicando el nacimiento de Shánkara a fines del siglo VIII. Estas fechas se basan en los datos del templo de Śringeri Śāradā Pītham, que es el único matha (monasterio) que ha mantenido un registro relativamente intacto de sus acharias (maestros). Según este registro, Shánkara nació en el año 14 del gobierno del rey Vikramaditya. Los historiadores actuales suponen que se refiere a Vikramaditya II (733-746), de la dinastía Chalukya (de Badami). En la antigüedad (cuando se trataba de ubicar a Shánkara en la antigüedad remota) se creía que se refería a Chandragupta II (siglo IV). Esta fecha es aceptada por Swami Tapasyananda (aunque con dudas) y por el historiador Keay. Esta fecha es coherente con el hecho de que Shánkara cita al lógico budista Dharmakirti, quien es mencionado por Huen Tsang (siglo VII). Además, se cree que el santo Kumarila Bhatta —casi contemporáneo de Shánkara— vivió en el siglo VIII.
- 509-477 a. C.: esta fecha —casi un milenio más antigua— se basa en el registro de los monjes del mathas de Dwaraka y en Puri y en el quinto Pītham (un texto no canónico) en Kanchi. La mayoría de los historiadores creen que debido a las invasiones y a otras discontinuidades, los registros de los mathas de Dwarka y de Puri no son tan confiables como los de Sringeri.

## Shánkara en el cine
- En 1983, bajo la dirección de GV Iyer se estrenó la película Adi Shankaracharya, la primera película rodada enteramente en idioma sánscrito.[38] La película recibió el Premio Nacional de Cine Indio a la Mejor Película, Mejor Guion, Mejor Fotografía y Mejor Audio.[39][40]